# Birulatus jordanensis
Espèce
Birulatus jordanensis est une espèce de scorpions de la famille des Buthidae.

## Distribution
Cette espèce est endémique de Jordanie.

## Étymologie
Son nom d'espèce, composé de jordan et du suffixe latin -ensis, « qui vit dans, qui habite », lui a été donné en référence au lieu de sa découverte, la Jordanie.

## Publication originale
- Lourenço, Al-Saraireh, Afifeh, Baker, Bader-Katbeh & Amr, 2021 : « New insights on the taxonomy of the genus Birulatus Vachon, 1974, and description of a new remarkable species from Jordan (Scorpiones, Buthidae) » Bulletin de la Société Entomologique de France, vol. 126, no 1, p. 123-132.